# Green Archers United FC
Green Archers United Football Club es un equipo de fútbol de Filipinas.Se fundó en el 1998 como General Trias, Cavite y pertenece a la universidad De La Salle.

## Patrocinadores
| Periodo         | Marca deportiva             | Patrocinador   |
| --------------- | --------------------------- | -------------- |
| 2009–10         | no tenia                    | Orient Freight |
| 2010–11         | Comadore Sports and Leisure | Orient Freight |
| 2011–actualidad | LGR Athletic Wears, Inc.    | Globe Telecom  |

## Equipo

### Jugadores destacados
- Christian Pasilan
- Chieffy Caligdong
- Dan Ito
- Patrick Deyto

## Cuerpo técnico
| Cargo                | Nombre            |
| -------------------- | ----------------- |
| Entrenador           | Rodolfo Alicante  |
| Entrenador asistente | Florante Valencia |
| Fisioterapeuta       | Eleazar Fabian    |
| Presidente           | Jose Ramon Garcia |
| Director deportivo   | Hans-Peter Smit   |